# ویلیام آکرمن
ویلیام آکرمن (انگلیسی: William Ackerman؛ زادهٔ ۱۶ نوامبر ۱۹۴۹) موسیقی‌دان، تهیه‌کننده موسیقی اهل ایالات متحده آمریکا است. وی از سال ۱۹۷۶ میلادی تاکنون مشغول فعالیت بوده‌است.